# Michaela Pavlátová
Michaela Pavlátová (* 27. února 1961 Praha) je česká výtvarnice, animátorka a filmová režisérka. Působí také jako pedagožka a je rovněž příležitostnou herečkou. Učí na pražské FAMU, kde vede Katedru animované tvorby. Natáčí převážně krátké animované filmy, ale na kontě má také dva celovečerní hrané filmy. V roce 2008 její film Děti noci získal v hlavní soutěži filmového festivalu v Karlových Varech ceny za hlavní mužský a ženský herecký výkon. V srpnu 2022 obdržela na 48. Letní filmové škole Výroční cenu AČFK a v únoru 2023 získala za film Moje slunce Mad francouzskou filmovou cenu César.

## Život
Narodila se v Praze roku 1961. Roku 1987 absolvovala VŠUP, ateliér filmové a televizní grafiky pod vedením docenta Miloslava Jágra. Po studiích nějaký čas pracovala jako fázařka ve studiu Bratři v triku. Na konci devadesátých let pobývala v USA, kde pracovala jako režisérka ve studiu Wild Brain. Věnuje se i pedagogické činnosti, učí na pražské FAMU, kde od roku 2015 vede Katedru animované tvorby, a v minulosti učila i na své mateřské VŠUP. Působila rovněž na zahraničních univerzitách, konkrétně v San Franciscu a na Harvardu. Příležitostně se objevuje ve filmech také jako herečka, epizodní role ztvárnila například ve filmech Pražská 5 (1988) anebo Knoflíkáři (1997). Roku 2002 se trvale vrátila do Prahy, kde dodnes pracuje a žije v Dolních Lomnicích.

## Tvorba
Studium zakončila absolventským filmem Etuda z alba (1987). Od počátku se ve své tvorbě věnovala především krátkometrážním animovaným filmům. Řada z nich získala prestižní mezinárodní ocenění, roku 1993 byla za animovanou grotesku Řeči, řeči, řeči (1991) nominována na Oscara. Dále realizovala animovaný film Repete (1995), oceněný na Berlinale 1995 Zlatým medvědem v kategorii krátkých filmů. Společně s Pavlem Kouteckým natočila roku 1998 dokumentárně-animovanou variaci na vztahové téma Až na věky (1998).
V roce 1999 debutovala v hraném filmu režií jedné z povídek ve filmu Praha očima… (1999), který rozvíjel téma lásky v soudobé Praze. V roce 2001 se opět navrátila k experimentaci na pomezí animovaného filmu a dokumentu snímkem O babičce (2001). V roce 2003 natočila psychologické vztahové drama Nevěrné hry (2003), který byl oceněn Zvláštní cenou poroty na Mezinárodním filmovém festivalu v San Sebastiánu. S animovanou erotickou fantazií Karneval zvířat (2006) získala hlavní cenu Grand Prix na Mezinárodním festivalu animovaného filmu v Třeboni a Grand Prix ve španělském Espinhu. K hrané tvorbě se navrátila o dva roky později dramatem Děti noci (2008), který byl pro herecké výkony oceněn na MFF Karlovy Vary a také na Českých lvech. Roku 2021 natočila na motivy knihy Frišta novinářky Petry Procházkové film Moje slunce Mad (2021), za nějž posléze obdržela francouzského Césara pro nejlepší animovaný film.

## Filmografie

### Animované filmy
- Etuda z alba, 1987
- Křížovka, 1989
- Řeči, řeči, řeči..., 1991
- Repete, 1995
- Dvakrát, 1997
- O babičce, 2000
- Dopisy z Česka, 2005
- Karneval zvířat, 2006
- Tramvaj, 2012
- Moje slunce Mad, 2021

### Hrané filmy
- Praha očima..., 1999 – režie jedné filmové povídky
- Nevěrné hry, 2003
- Děti noci, 2008